# حادث كوماجاتا مارو

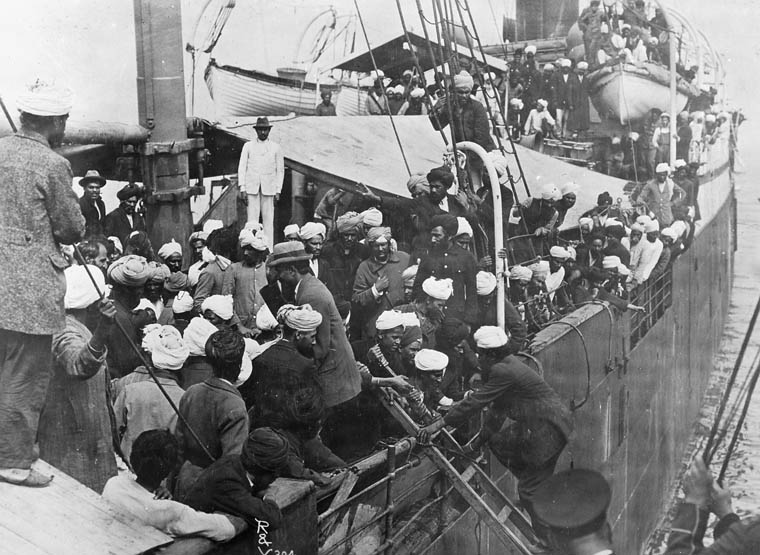

يتمثل حادث كوماجاتا مارو بباخرة كوماجاتا مارو اليابانية، بمحاولة مجموعة من سكان الهند البريطانية الهجرة إلى كندا في عام 1914، ولكن لسوء الحظ تم منع معظمهم من الدخول إلى كندا وأجبروا على العودة إلى كالكوتا (مدينة كولكاتا حاليا في الهند). هناك في المدينة بعد عودتهم، حاولت الشرطة الإمبراطورية الهندية اعتقال قادة المجموعة التي ساعدت على الهرب إلى كندا، فتسبب ذلك بأعمال شغب واطلقت عليهم النيران، مما اسفر عن مقتل 20 من الديانة السيخيه.
أبحرت سفينة كوماجاتا مارو من هونغ كونغ البريطانية، عبر شنغهاي، في الصين، ويوكوهاما، في اليابان، إلى فانكوفر، كولومبيا البريطانية، في كندا، في عام 1914، وكانت السفينة تحمل على متنها حوالي 376 راكبًا من البنجاب، الهند البريطانية. قْبل 24 منهم فقط في كندا، لكن لم يْسمح لباقي الركاب والبالغ عددهم 352 بالنزول في كندا، واضطرت السفينة بعد ذلك الي العودة إلى الهند. يتحدر الركاب من طوائف دينية مختلفة فمنهم 337 من السيخ و27 من المسلمين و 12 من الهندوس، وجميعهم من البنجاب وخاضعين للحكم البريطاني. ان ما حصل لركاب هذه السفينة هو أحد الحوادث العديدة التي وقعت في أوائل القرن العشرين والتي استُخدمت فيها قوانين الإقصاء في كندا والولايات المتحدة لاستبعاد المهاجرين الذين تعود اصولهم إلى قارة اسيا.

## ضوابط الهجرة في كندا
تتمثل اولى محاولات الحكومة الكندية في تقييد الهجرة من الهند البريطانية بأمر صادر عن المجلس في 8 يناير 1908، والذي يحظر هجرة الأشخاص - حسب رأي وزير الداخلية- الذين لم يأتوا من بلد ميلادهم أو مسقط رأسهم أو الحاملين لجنسيته عن طريق رحلة مستمرة أو من خلال التذاكر التي يتم شراؤها قبل مغادرة بلد ميلادهم أو تجنسهم. في الممارسات العملية، لا ينطبق تنظيم الرحلات المستمرة إلا على السفن التي بدأت رحلتها في الهند، حيث ان المسافة البعيدة للرحلة تتطلب التوقف في اليابان أو هاواي. جاءت هذه اللوائح في وقت كانت فيه كندا تقبل أعدادً كبيرة من المهاجرين القادمين، وجميعهم تقريبًا من أوروبا. وصل أكثر من 400000 في عام 1913، وهو رقم سنوي لم يتم الوصول اليه منذ ذلك الحين.

## فكرة غوردت سينغ الأولية
«تتسع رؤى الرجال عن طريق السفر حيث ان الاتصالات، مع مواطني بلد حر ستؤدي إلى غرس روح الاستقلال وتشجيع التطلع إلى الحرية في عقول الأشخاص المهاجرين للحكم الأجنبي.»

-غوردت سينغ 
غورديت سينغ ساندو، من سارهالي (لا يجب الخلط بينه وبين غورديت سينغ جواندا من هاريبور كالسا، رائد هجرة هندي كندي عام 1906)، هو رجل أعمال سنغافوري كان مدركًا لما تفعله قوانين الإقصاء الكندية ضد الهنود حيث كانت تمنع البنجابيين من الهجرة إلى هناك. أراد سينغ ان يتحايل على هذه القوانين الصارمة من خلال استئجار قارب ليبحر به من مدينة كالكوتا الهندية إلى فانكوفر في كندا. كان عمله هذا يهدف إلى مساعدة مواطنيه الذين تم حظر رحلاتهم السابقة ومنعوا من السفر إلى كندا.
على الرغم من أن غوردت سينغ كان على ما يبدو مدركًا وملما للوائح القانونية الكندية التي تخص الهجرة عندما استأجر السفينة كوماجاتا مارو في يناير 1914، الا انه رغم ذلك استكمل هو ومؤسسته مؤسسته التحدي في تنظيم الرحلة، على أمل فتح باب الهجرة من الهند إلى كندا مجددا.
وفي تلك الاثناء، في يناير عام 1914، تبنى سينغ بصورة علنية قضية الغداريين أثناء تواجده في هونغ كونغ. يعتبر حزب الغدار منظمة أسسها السكان الهنود في الولايات المتحدة وكندا في يونيو 1913 بهدف تحرير الهند من الاستعمار البريطاني. كانت تعرف أيضا باسم الرابطة الهندية لساحل المحيط الهادئ.

### الركاب
يتألف ركاب السفينة من 337 من السيخ، و 27 من المسلمين، و 12 من الهندوس، وجميعهم من الرعايا البريطانيين. كان أحد الركاب السيخ، جاجات سينغ ثيند، أصغر شقيق لبهجت سينغ ثيند، وهو كاتب ومحاضر من السيخ الهنود-الأمريكيين عن «العلوم الروحية» ساهم في معركة قانونية مهمة حول حقوق الهنود في الحصول على الجنسية الأمريكية (الولايات المتحدة ضد بهجت سينغ ثيند).
قدمت الحكومة الكندية ادعاءات مفادها أن من بين الركاب عدد من القوميين الهنود عازمون على صنع الفوضى (لاحظ مؤامرة غدار، مؤامرة الأسلحة آني لارسن، ومخطط يوم عيد الميلاد). ورغم ذلك كان هذا يستخدم كغطاء للعلاقات العامة لدوافعه الحقيقية لإعادة السفينة - رغبة في منع الرعايا الهنود من الهجرة إلى كندا.

## الرحلة

### الإبحار من هونغ كونغ
أصبحت مدينة هونغ كونغ نقطة الانطلاق في هذه الرحلة. كان من المقرر أن تبحر السفينة في شهر مارس، ولكن اعتْقل سينغ بسبب بيعه لتذاكر رحلة غير قانونية. بعد بضعة أشهر تم اطلاق سراحه بكفالة مالية ومنحه فرانسيس هنري ماي، حاكم هونج كونج، الأذن بالإبحار. غادرت السفينة الميناء في 4 أبريل مع 165 راكبا على متنها. انضم اليها المزيد من الركاب من شنغهاي في 8 أبريل، وبلغت السفينة مدينة يوكوهاما في 14 أبريل. وغادرت السفينة مدينة يوكوهاما في 3 مايو مع جميع ركابها البالغ عددهم 376 راكبًا وأبحرت إلى بورارد إنيليت، على مقربة من فانكوفر الكندية، في 23 مايو. التقى الثوريون الوطنيون الهنود بركات الله وبهاجوان سينغ جياني على متن السفينة وهي في وهي في طريقها الي وجهتها. كان بهاجوان سينغ جياني زعيم كهنة غوردوارا في فانكوفر وكان أحد ثلاث مندوبين تم إرسالهم إلى لندن والهند لتمثيل وضع الهنود في كندا. وعلى متن هذه السفينة نشر الادب الإداري وعقدت اجتماعات سياسية. وقد أخبر أحد الركاب ضابطًا بريطانيًا: «هذه السفينة بأكملها هي ملك للهند وهذا رمز لشرف الهند، وإذا تم احتجاز هذه السفينة، فسيكون هناك تمرد للجيوش».

### الوصول إلى فانكوفر
عندما وصلت كوماجاتا مارو إلى المياه الكندية، أولاً في ميناء الفحم في مدخل بورارد والذي يبعد حوالي 200 متر من سي بي ار بيير أي، لم يُسمح لها بالرسو هناك. وكان الضابط فريد «سايكلون» تايلور هو أول ضابط هجرة يقابل السفينة. وبينما قرر رئيس وزراء كندا روبرت بوردن ماذا سيفعل بالسفينة، اصدر رئيس وزراء المحافظين في كولومبيا البريطانية، ريتشارد ماكبرايد، بيانًا قاطعًا بأنه لن يُسمح لركاب السفينة بالنزول. نظم النائب المحافظ إتش. إتش. ستيفنز اجتماعًا عامًا ضد السماح لركاب السفينة بالنزول، وقد حث الحكومة على منع السفينة من البقاء في المياه الكندية. عمل ستيفنز مع مسؤول الهجرة مالكوم ار.جي. ريد للحفاظ على الركاب قبالة الساحل. أدى عناد ريد، بدعم من ستيفنز، إلى إساءة معاملة الركاب على متن السفينة على طول تاريخ مغادرتها، وهو ما لم يتم معالجته حتى تدخل وزير الزراعة الفيدرالي، مارتن بوريل، عضو البرلمان عن جامعة ييل — كاريبو.
وفي تلك الاثناء، تم تشكيل «لجنة ساحلية» مع حسين رحيم وسوهان لال باثاك. حيث عقدت اجتماعات الاحتجاج في كندا والولايات المتحدة. وفي واحدة من تلك الاجتماعات، والتي عقدت في دومينيون هول، فانكوفر، قررت الجمعية أنه في حال لم يُسمح للركاب بالمغادرة، فيجب على الكنديين الهندوس أن يتبعوهم مرة أخرى إلى الهند لبدء تمرد أو غدار.
قام عميل حكومي بريطاني كان قد تسلل إلى اجتماع المسؤولين الحكوميين في لندن وأوتاوا بإبلاغهم بأن مؤيدي حزب الغدار قد كانوا على متن السفينة.
جمعت لجنة الشاطئ 22000 دولار كدفعة لكي تستأجر تلك السفينة. كما رفعوا دعوى قضائية بموجب المستشار القانوني لجيه إدوارد بيرد بالنيابة عن مونشي سينغ، أحد الركاب. في 6 يوليو، وقد أصدرت هيئة محكمة الاستئناف بكولومبيا البريطانية حكمًا بالإجماع بأنه بحسب الاوامر الجديدة في المجلس لم يكن لديها السلطة للتدخل في القرارات التي تتخذها وزارة الهجرة والاستعمار. وقام الركاب الغاضبون بإعفاء القبطان الياباني من التحكم بالسفينة، ولكن الحكومة الكندية قد أمرت الساحبة الساحرة «سي لايون» بدفع السفينة باتجاه البحر. في 19 يوليو، شن الركاب الغاضبون هجومًا. وفي اليوم التالي ذكرت صحيفة ذا صن في فانكوفر: «لقد جمدت رجال الشرطة هناك ضجيج الهندوس بواسطة كتل من الفحم والطوب... فكان الأمر أشبه بالوقوف تحت شلال من الفحم».

### الإبحار من فانكوفر
حشدت الحكومة أيضًا سفينة "اش ام سي اس قوس قزح"، وهي سفينة ملكية تابعة للبحرية الكندية تحت قيادة القائد هوز، إضافة إلى قوات من الكتيبة 11 "فوسيليرز الايرلندية في كندا"، وكذلك الفوج 72 "مرتفعات سيفورث الكندية"، وايضا الفوج السادس "دوق كونو" بنادق خاصة ". في النهاية، تم قبول 20 مسافرًا فقط في كندا، وذلك نظرًا لأن السفينة قد انتهكت قوانين الاستبعاد، ولم يملك الركاب الاموال اللازمة لدفعها، وايضا لم يبحروا مباشرة من الهند. استدارت السفينة وأجبرت على المغادرة والعودة إلى آسيا في 23 يوليو.
وفي اثناء ذلك الجدال، قام سكان البنجاب في كندا بتقديم معلومات إلى دبليو. هوبكنسون، مسؤول الهجرة البريطاني. تم قتل اثنان من هؤلاء المخبرين في أغسطس 1914. وقد اغتيل هوبكنسون بالرصاص في محكمة فانكوفر بينما كان يحضر محاكمات البنجاب في أكتوبر 1914.

### الإطلاقات النارية في الميناء عند العودة إلى الهند
بلغت كوماجاتا مارو مدينة كولكاتا في 27 سبتمبر. اثناء دخول السفينة إلى داخل الميناء، تم إيقافها بواسطة زورق حربي بريطاني، وتم وضع ركابها تحت الحراسة المشددة. لم تر حكومة راج البريطانية الرجال الذين كانوا على متن كوماجاتا مارو، كمخالفين للقانون كما اعترفوا هم بأنفسهم، ولكن أيضًا كمحرضين سياسيين خطرين. اشتبهت الحكومة البريطانية في أن المتطرفين البيض والثوار الجنوب آسيويين كانوا يستخدمون الحادث لإحداث تمرد بين الاسويين الجنوبيين في شمال غرب المحيط الهادئ. عندما رست السفينة في بودج بودج، ذهبت الشرطة لإلقاء القبض على البابا غوردت سينغ والرجال العشرين الذين كانوا معه أو نحو ذلك ولكنهم بدوا كانهم قادة. الا ان غوردت سينغ قاوم الاعتقال، وفي تلك الاثناء قام صديق له بالاعتداء على شرطي، وأعقب ذلك الفعل أعمال شغب عامة. أطلقت عيارات نارية وقتل تسعة عشر من الركاب. هرب معظمهم، ولكن القي القبض على الباقين وسُجِنوا أو أُرسلوا إلى قراهم ووضعوا تحت الإقامة الجبرية طوال فترة الحرب العالمية الأولى. أصبح هذا الحادث المعروف باسم شغب بودج بودج.
تمكن زعيم المجموعة غورديت سينغ ساندو من الهرب وعاش مختبئًا حتى عام 1922. وقد أقنعه المهاتما غاندي بالتخلي عن نفسه باعتباره «وطنيًا حقيقيًا». وعندما قام بذلك، سُجن لمدة خمس سنوات.

## الدلالة
ذكرت حادثة كوماجاتا مارو على نطاق واسع في تلك الاوقات من قبل الجماعات الهندية لتسليط الضوء على التناقضات الموجودة في قوانين الهجرة الكندية. إضافة إلى ذلك، فإن المشاعر الجياشة التي أعقبت ذلك الحادث كانت مزروعة على نطاق واسع من خلال المنظمة الثورية الهندية، حزب الغدر، لتحشيد الدعم لأهدافها. في عدد من الاجتماعات التي امتدت من كاليفورنيا في عام 1914 إلى الشتات الهندي، استخدم الغداريون البارزون بمن فيهم بركات الله وتاراك ناث داس وسوهان سينغ الحادث كمنطلق اساسي لتجنيد أعضاء جدد لينضموا لحركة غدار، والأكثر بروزا بدعم نشر خطط تدعو إلى تنسيق انتفاضة ضخمة في الهند.ولكن فشلت جهودهم بسبب نقص الدعم من عامة الشعب.

## الإرث

### الهند
في عام 1952، بنت الحكومة الهندية نصبا تذكاريا لشهداء كوماجاتا مارو بالقرب من بودج بودج. قام بافتتاحه رئيس الوزراء الهندي جواهر لال نهرو. يُعرف النصب التذكاري محليًا باسم نصب البنجابية ويُصوَّر على أنه «خنجر» كاربان وهو مرتفع باتجاه السماء.
تم توقيع اتفاقية ثلاثية بين كولكاتا بورت ترست ووزارة الثقافة بالاتحاد وكوماجاتا مارو ترست لبناء مبنى جي+2 خلف ذلك النصب التذكاري الحالي. سيحتوي المبنى على عدة اماكن منها مكتب إداري ومكتبة في الطابق الأرضي، ومتحف في الطابق الأول وقاعة في الطابق الثاني. وستبلغ التكلفة الإجمالية لهذا البناء 24 مليون روبية هندية.
وفي عام 2014، أصدرت الحكومة الهندية عملتين خاصتين، أي ان ار50 وأي ان ار  100، للاحتفال بالذكرى المئوية لحادث كوماجاتا مارو.

### كندا
تم وضع لوحة تحيي ذكرى مرور 75 عام على رحيل كوماجاتا مارو في معبد السيخ غوردوارا في فانكوفر في 23 يوليو 1989.
توجد لوحة أيضا للاحتفال بالذكرى السنوية 75 في بورتال بارك، في 1099 شارع ويست هاستينغز، فانكوفر في كندا.
وكذلك وضعت لوحة احتفالا بالذكرى الثمانين لوصول كوماجاتا مارو في ميناء فانكوفر في عام 1994.
تم الكف أيضا عن نصب تذكاري لإحياء ذكرى حادثة كوماجاتا مارو في 23 يوليو 2012. ويقع هذا النصب بالقرب من خطوات الجدار البحري المؤدي إلى مبنى فانكوفر للمؤتمرات الغربية في ميناء الفحم.
تم إصدار ختم الذكرى المئة على وصول كوماجاتا مارو بواسطة مكتب البريد الكندي في 1 مايو 2014.
تم افتتاح المرحلة الأولى من متحف كوماجاتا مارو في يونيو 2012 في معبد جمعية ديصا الخالصة في فانكوفر.
جزء من شارع 75 أي في سيوري، كولمبيا البريطانية تم إعادة تسميته ب شارع كوماجاتا مارو في 31 يوليو 2019.

### اعتذار حكومي
استجابة لدعاوى الحكومة الكندية التي تتمثل بالتصدي للأخطاء التاريخية التي لها علاقة بأمور الهجرة واوقات الحروب، في عام 2006 انشأت حكومة المحافظين برنامج الاعتراف التاريخي المجتمعي لتقديم المنح والمساهمات في تمويل المشاريع المجتمعية المرتبطة بتدابير الحرب وقيود الهجرة والتاريخ الوطني برنامج تقدير لتمويل المبادرات الفيدرالية، وضعت في شراكة مع مجموعات مختلفة. عقد الإعلان في 23 يونيو 2006، عندما اعتذر رئيس الوزراء ستيفن هاربر في مجلس العموم عن الضريبة المفروضة على المهاجرين الصينيين.
في 6 من أغسطس عام2006، ألقى رئيس الوزراء هاربر خطابًا في غدري بابيان دا ميلا (مهرجان حزب غدار) في سيوري، كولومبيا البريطانية، حيث صرح بدوره أن الحكومة الكندية قد اعترفت بحادث كوماجاتا مارو وأعلن التزام الحكومة بـ «إجراء مشاورات مع المجتمع الهندي الكندي حول أفضل السبل لتمييز هذه اللحظة الحزينة في التاريخ الكندي». في 3 من أبريل من عام 2008، قدم روبي دالا، عضو البرلمان عن برامبتون - سبرينغديل، اقتراحًا رقم 469 (ام--469) في مجلس العموم والذي جاء فيه: "هذا، في رأي مجلس النواب، انه يجب على الحكومة أن تقدم اعتذارا بصورة رسمية إلى الهنود الكنديين والأفراد الذين تضرروا في حادثة كوماجاتا مارو في عام 1914، والتي مُنع فيها الركاب من النزول في كندا. " في 10 من مايو عام 2008، أعلن جاسون كيني، وزير الدولة (التعددية الثقافية والهوية الكندية)، عن الهند -انه سيكون المجتمع الكندي قادرًا على تقديم ما يصل إلى 2.5 مليون دولار في شكل منح ومساهمات لتمويل ذكرى حادثة كوماجاتا مارو. بعد المزيد من المناقشات في 15 مايو 2008، وافق مجلس العموم على اقتراح «دله».
في يوم 23 مايو 2008، أجمعت الجمعية التشريعية لكولومبيا البريطانية على إصدار قرارًا «يجب ان تقدم هذه الهيئة التشريعية اعتذارا عن أحداث 23 مايو 1914، عندما مُنع 376 مسافرًا من كوماجاتا مارو، المتمركزين قبالة ميناء فانكوفر الكندية، من الدخول إلى الأراضي الكندية. وكذلك أعرب هاوس عن أسفه العميق لأن الركاب، الذين لجأوا إلى بلدنا ومقاطعتنا، الذين قد تم إهمالهم هكذا دون الاستفادة من المعاملة العادلة والحيادية لهم التي تليق بمجتمع يتم فيه الترحيب بالناس من جميع الثقافات وقبولهم».
في 3 أغسطس، 2008، ظهر هاربر في مهرجان غدري بابيان دا ميلا السنوي الثالث عشر في ساري، كولومبيا البريطانية، لكي يصدر الاعتذار الرسمي عن حادث كوماجاتا مارو.و قال، ردًا على اقتراح مجلس العموم الداعي إلى اعتذار الحكومة، «بالنيابة عن الحكومة الكندية، أنا أنقل رسميًا كرئيس للوزراء الكندي هذا الاعتذار».
فيما ان بعض أعضاء طائفة السيخ كانوا غير راضين عن هذا الاعتذار لأنهم توقعوا أن يتم ذلك في البرلمان. قال وزير الخارجية جيسون كيني: «لقد تم تقديم الاعتذار ولن يتكرر مجددا».
كان قائد الفوج الكولومبي البريطاني هو (الدوق كونوت عون)، الذي تورط في طرد كوماجاتا مارو من كندا، كان تحت قيادة السيخ، هارجيت ساجان، من عام 2011 حتى عام 2014. وأصبح فيما بعد وزير الدفاع الوطني.
وفي 18 مايو 2016، قدم رئيس الوزراء جوستين ترودو «اعتذارًا رسميًا» عن الحادث الذي وقع في مجلس العموم الكندي.